# Дискография Black Veil Brides
Дискография Black Veil Brides, американской метал-группы, сформированной в 2006 году, включает в себя шесть студийных альбомов, два мини-альбомом, двадцать синглов, шестнадцать видеоклипов и один короткометражный фильм.

## Альбомы

### Студийные альбомы
| Год  | Альбом | Максимальная позиция в чартах | Максимальная позиция в чартах | Максимальная позиция в чартах | Максимальная позиция в чартах | Максимальная позиция в чартах | Максимальная позиция в чартах | Максимальная позиция в чартах | Максимальная позиция в чартах | Максимальная позиция в чартах |
| Год  | Альбом | US                            | US Ind.                       | US Rock                       | US Hard Rock                  | US Digital                    | UK                            | UK Rock                       | IRE                           | AUS                           |
| ---- | --- | ----------------------------- | ----------------------------- | ----------------------------- | ----------------------------- | ----------------------------- | ----------------------------- | ----------------------------- | ----------------------------- | ----------------------------- |
| 2010 | We Stitch These Wounds - Выпущен: 20 июля 2010 года - Лейбл: Standby                                           | 36                            | 1                             | 10                            | 3                             | 25                            | —                             | 20                            | —                             | —                             |
| 2011 | Set the World on Fire - Выпущен: 14 июня 2011 года - Лейбл: Lava/Universal Republic                            | 17                            | —                             | 3                             | 2                             | 19                            | 54                            | 4                             | —                             | 77                            |
| 2013 | Wretched and Divine: The Story of the Wild Ones - Выпущен: 8 января 2013 года - Лейбл: Lava/Universal Republic | 7                             | —                             | 2                             | 2                             | 6                             | 20                            | 1                             | 76                            | 17                            |
| 2014 | Black Veil Brides - Выпущен: 27 октября 2014 года - Лейбл: Lava/Universal Republic                             | 10                            | —                             | 2                             | 2                             | 5                             | 17                            | 5                             | 29                            | 23                            |
| 2018 | Vale - Выпущен: 12 января 2018 - Лейбл: Lava/Universal Republic                                                | 14                            | —                             | 2                             | 1                             | 3                             | 23                            | —                             | —                             | 13                            |
| 2021 | The Phantom Tomorrow - Выпущен: 29 октября 2021 года - Лейбл: Sumerian Records\|Sumerian                       | —                             | —                             | —                             | —                             | —                             | —                             | —                             | —                             | 6                             |

### Мини-альбомы
| Год  | Мини-альбом                                                        |
| ---- | ------------------------------------------------------------------ |
| 2011 | Rebels - Выпущен: 13 декабря 2011 года - Лейбл: Universal Republic |
| 2019 | The Night - Выпущен: 29 ноября 2019 года - Лейбл: Sumerian         |

## Синглы
| Год  | Сингл                         | Максимальная позиция в чарте | Максимальная позиция в чарте | Альбом                                                             |
| Год  | Сингл                         | US Main.                     | US Active Rock               | Альбом                                                             |
| ---- | ----------------------------- | ---------------------------- | ---------------------------- | ------------------------------------------------------------------ |
| 2009 | «Knives and Pens»             | —                            | —                            | Sex & Hollywood (Never Give In Edition)                            |
| 2010 | «Perfect Weapon»              | —                            | —                            | We Stitch These Wounds                                             |
| 2011 | «Fallen Angels»               | 36                           | 33                           | Set the World on Fire                                              |
| 2011 | «The Legacy»                  | 29                           | 28                           | Set the World on Fire                                              |
| 2011 | «Rebel Love Song»             | —                            | —                            | Set the World on Fire                                              |
| 2012 | «In the End»                  | 12                           | 11                           | Wretched and Divine: The Story of the Wild Ones                    |
| 2013 | «Revelation»                  | —                            | —                            | Wretched and Divine: The Story of the Wild Ones (Ultimate Edition) |
| 2013 | «We Don’t Belong»             | —                            | —                            | Wretched and Divine: The Story of the Wild Ones                    |
| 2014 | «Heart of Fire»               | —                            | —                            | Black Veil Brides                                                  |
| 2014 | «Goodbye Agony»               | 36                           | —                            | Black Veil Brides                                                  |
| 2017 | «The Outsider»                | —                            | —                            | Vale                                                               |
| 2018 | «My Vow»                      | —                            | —                            | Vale                                                               |
| 2018 | «When They Call My Name»      | —                            | —                            | Vale                                                               |
| 2018 | «The Last One»                | 34                           | —                            | Vale                                                               |
| 2018 | «Wake Up»                     | —                            | —                            | Vale                                                               |
| 2018 | «Ballad of the Lonely Hearts» | —                            | —                            | Vale                                                               |

### Другие песни, вошедшие в чарты
| Год  | Песня                              | UK Rock | Альбом |
| ---- | ---------------------------------- | ------- | ------ |
| 2011 | «Unholy» (при участии Зака Уайлда) | 9       | Rebels |
| 2011 | «Rebel Yell»                       | 8       | Rebels |
| 2011 | «Coffin»                           | 5       | Rebels |

## Видеография

### Музыкальные видео
| Год  | Видеоклип                | Режиссёр       |
| ---- | ------------------------ | -------------- |
| 2009 | «Knives and Pens»        | Патрик Фогарти |
| 2010 | «Perfect Weapon»         | Патрик Фогарти |
| 2011 | «Fallen Angels»          | Натан Кокс     |
| 2011 | «The Legacy»             | Патрик Фогарти |
| 2011 | «Rebel Love Song»        | Патрик Фогарти |
| 2012 | «Coffin»                 | Патрик Фогарти |
| 2012 | «In the End»             | Патрик Фогарти |
| 2014 | «Heart of Fire»          | Патрик Фогарти |
| 2014 | «Goodbye Agony»          | Патрик Фогарти |
| 2018 | «Wake Up!»               | Робби Старбак  |
| 2018 | «When They Call My Name» | Дэн Старджес   |

### Короткометражные фильмы
| Год  | Фильм               | Режиссёр       |
| ---- | ------------------- | -------------- |
| 2012 | Legion of the Black | Патрик Фогарти |

## Саундтреки
| Год  | Саундтрек |
| ---- | --- |
| 2011 | «Set the World on Fire» - Дата выпуска: 14 июня 2011 года - Лейбл: Reprise - Альбом: Трансформеры 3: Тёмная сторона Луны — Саундтрек            |
| 2012 | «Unbroken» - Дата выпуска: 1 мая 2012 года - Лейбл: Hollywood / Marvel Music - Альбом: Мстители: Музыка из фильма, вдохновленная Motion Picture |